# Чевоя (герб)
Чевоя (на полски: Czewoja, Czawa, Czawuja, Czewuja, Lżawia, Łzawia, Łzawa, Psawia) e полски благороднически герб.

## Описание
Състои се от две подкови, обърнати с гръб една към друга, на дяснo и на лявo, а между тях се намира меч. Полето на щита е синьо.
В средновековната версия на герба, вместо меч е имало кръст.

## Използване на герба
Гербът се използва от следните 27 благороднически рода, обединени в една гербова общност (на послки език):
Batorzyński, Borcewicz, Boturzyński, Czerenowski, Czewoj, Fabianowski, Gluzicki, Glużycki, Gniewomir, Gromnicki, Jachimowski, Jachymowski, Kowalski, Libertowski, Opatowski, Piroński, Pruszkowski, Zierowski, Zyrowski, Żyrowski, Świchowski, Świechowski, Wyganowski, Wygnanowski, Zasimowski, Zyrowski, Żyrowski.